# Daniel Carr (calciatore)
Daniel Carr (Londra, 30 novembre 1993) è un calciatore inglese naturalizzato trinidadiano, attaccante del Sheppey Utd e della nazionale trinidadiana.

## Carriera

### Club
Ha giocato nella massima serie irlandese, in quella cipriota e in quella finlandese.

### Nazionale
Nel 2019 ha esordito in nazionale.

## Statistiche

### Cronologia presenze e reti in nazionale
| Cronologia completa delle presenze e delle reti in nazionale ― Trinidad e Tobago | Cronologia completa delle presenze e delle reti in nazionale ― Trinidad e Tobago | Cronologia completa delle presenze e delle reti in nazionale ― Trinidad e Tobago | Cronologia completa delle presenze e delle reti in nazionale ― Trinidad e Tobago | Cronologia completa delle presenze e delle reti in nazionale ― Trinidad e Tobago | Cronologia completa delle presenze e delle reti in nazionale ― Trinidad e Tobago | Cronologia completa delle presenze e delle reti in nazionale ― Trinidad e Tobago | Cronologia completa delle presenze e delle reti in nazionale ― Trinidad e Tobago |
| Data                                                                             | Città                                                                            | In casa                                                                          | Risultato                                                                        | Ospiti                                                                           | Competizione                                                                     | Reti                                                                             | Note                                                                             |
| -------------------------------------------------------------------------------- | -------------------------------------------------------------------------------- | -------------------------------------------------------------------------------- | -------------------------------------------------------------------------------- | -------------------------------------------------------------------------------- | -------------------------------------------------------------------------------- | -------------------------------------------------------------------------------- | -------------------------------------------------------------------------------- |
| 9-9-2019                                                                         | Port of Spain                                                                    | Trinidad e Tobago                                                                | 2 – 2                                                                            | Martinica                                                                        | CONCACAF Nations League 2019-2020 - Fase a gironi                                | -                                                                                | 82’                                                                              |
| 10-10-2019                                                                       | Port of Spain                                                                    | Trinidad e Tobago                                                                | 0 – 2                                                                            | Honduras                                                                         | CONCACAF Nations League 2019-2020 - Fase a gironi                                | -                                                                                | 63’                                                                              |
| 14-10-2019                                                                       | Caracas                                                                          | Venezuela                                                                        | 2 – 0                                                                            | Trinidad e Tobago                                                                | Amichevole                                                                       | -                                                                                | 82’                                                                              |
| 14-11-2019                                                                       | Portoviejo                                                                       | Ecuador                                                                          | 3 – 0                                                                            | Trinidad e Tobago                                                                | Amichevole                                                                       | -                                                                                | 61’                                                                              |
| 5-6-2021                                                                         | Nassau                                                                           | Bahamas                                                                          | 0 – 0                                                                            | Trinidad e Tobago                                                                | Qual. Mondiali 2022                                                              | -                                                                                | 62’                                                                              |
| 8-6-2021                                                                         | Santo Domingo                                                                    | Trinidad e Tobago                                                                | 2 – 0                                                                            | Saint Kitts e Nevis                                                              | Qual. Mondiali 2022                                                              | -                                                                                | 72’                                                                              |
| Totale                                                                           |                                                                                  | Presenze                                                                         | 6                                                                                |                                                                                  | Reti                                                                             | 0                                                                                |                                                                                  |